# Coelana drakei
Coelana drakei är en insektsart som beskrevs av Kramer 1964. Coelana drakei ingår i släktet Coelana och familjen dvärgstritar. Inga underarter finns listade i Catalogue of Life.